# Juan de Jaffa
Juan de Ibelín (1215-diciembre de 1266), conde de Jaffa y Ascalón, fue un conocido jurista y autor del más largo tratado legal del Reino de Jerusalén. Fue hijo de Felipe de Ibelín, bailío del Reino de Chipre,  y de Alicia de Montbéliard, y sobrino de Juan de Ibelín, el «viejo señor de Beirut». Para distinguirlo de su tío y otros miembros de la familia Ibelín llamados Juan, a veces es llamado Juan de Jaffa.
Entre 1246 y el comienzo de la Séptima Cruzada, Juan fue nombrado conde de Jaffa y Ascalón y señor de Ramla. Jaffa era entonces un puerto menor, y Ascalón fue capturado a los Caballeros Hospitalarios por los mamelucos en 1247.
En 1249 Juan se unió a la Séptima Cruzada y participó con Luis IX de Francia en la captura de Damieta. Luis fue hecho prisionero cuando Damieta fue recuperada, pero Juan pudo escapar.
Luis IX partió para Francia en 1254, dejando a Juan como bailío de Jerusalén. Juan hizo la paz con Damasco y utilizó las fuerzas de Jerusalén para atacar Ascalón; los egipcios sitiaron Jaffa en 1256 como respuesta. Juan les atacó y derrotó, cediendo después el bailiaje a su primo, Juan de Arsuf.
Cuando el sultán mameluco Baibars luchó contra los mongoles en Palestina, Juan poco pudo hacer, y Jaffa fue reducida al vasallaje, siendo utilizada como puerto para transportar alimentos a Egipto. La tregua de Juan con Baibars no duró mucho, y él mismo murió en 1266. Para 1268, Baibars ya había capturado Jaffa.